# Porčův mlýn
Porčův mlýn je historický dochovaný funkční vodní mlýn ze 16. století nacházející se na řece Býkovce v obci Býkovice v Jihomoravském kraji.

## Dějiny
Mlýn za svou historii vystřídal několik majitelů. V roce 1580 jej měl údajně získat renesanční kavalír Jan Šembera Černohorský z Boskovic, včetně dalších usedlostí přináležející k bořitovské faře. Tento záznam však nikdy nebyl jednoznačně spojen s dnešní podobou Porčova mlýna.
První historický zápis, který můžeme spojit s mlýnem čp. 25 zcela jednoznačně, je v purkrechtních registrech dědiny Bejkovic, vedených od poloviny 17. století. Na svátek svatého Václava roku 1676 koupil David Porč od Jana Jabůrka mlýn a polnosti za 110 zlatých a toto vlastnictví rodu Porčů trvalo až do roku 1955. Dne 13. ledna 1691 převzal hospodářství od otce Davida Jiří Porč, který musel vypořádat podíly sourozenců. Dne 18. května 1736 se na mlýn, nazývaný stále „Jabůrkův“, zapsal Antonín Porč.
V nejstarší býkovické gruntovnici se zápisy od roku 1770, kdy byla zavedena popisná čísla, je pod čp. 25 zapsán podsedek dříve Antona Portsche, nyní Frantze Portsche. Podle zápisu z 23. června 1773 přenechal Franz Portsch nejstaršímu synovi Josefovi podsednický grunt se stodolou a chlévy a k tomu přináležející mlýn. Josef však majetek přenechal svému bratru Antonínovi. Dne 18. července 1813 převzal čtvrtlán a mlýn v hodnotě 1500 vídeňských zlatých Antonínův syn Frantz. Dne 11. září 1876 připadl mlýn Antonínovi, stejnojmennému synovi. Dne 5. srpna 1878 se spoluvlastnicí mlýna stala Antonínova manželka Josefa, rozená Krejčí, a spolu vedli mlýn a hospodářství do roku 1926, kdy bylo dne 27. dubna stanoveno právo výměnku pro ně a nezletilou Marii Porčovou. Na základě kupní smlouvy z 31. července 1929 mlýn připadl Aloisu Porčovi. Poslední mlynář z rodu Porčů mlýn prodal v roce 1955 Lydii Vybíhalové.

## Současnost
Dnešní majitelé Porčova mlýna Zdeněk Růžička, Milan Růžička a Ladislav Šumbera mlýn zpřístupnili veřejnosti.